# Battaglione Nachtigall
Il Battaglione Nachtigall (in inglese: Nightingale Battalion, in tedesco: Bataillon Ukrainische Gruppe Nachtigall), ufficialmente Gruppo Speciale Nachtigall, fu l'unità sotto il comando dell'unità operativa speciale tedesca Abwehr Lehrregiment "Brandeburgo" zbV 800. Insieme al Battaglione Roland fu una delle due unità militari formate il 25 febbraio 1941 dal comandante dell'Abwehr Wilhelm Franz Canaris, che sancì la creazione della "Legione ucraina" sotto il comando tedesco. Fu composto da volontari ucraini che operarono sotto gli ordini dell'Organizzazione dei Nazionalisti Ucraini (OUN) di Stepan Bandera.
In Germania, nel novembre 1941 il personale ucraino della Legione fu riorganizzato nel 201º Battaglione Schutzmannschaft. Contava 650 persone che prestarono servizio per un anno in Bielorussia prima dello scioglimento. Molti dei suoi membri, in particolare gli ufficiali in comando, passarono in seguito all'esercito ribelle ucraino e 14 dei suoi membri si unirono alla divisione 14. Waffen-Grenadier-Division der SS nella primavera del 1943.

## Formazione ed addestramento
Prima dell'operazione Barbarossa, l'Organizzazione dei Nazionalisti Ucraini (OUN) di Bandera cercò un contatto con la Germania nazista ed in effetti vi ricevette la sua formazione nel tentativo di ripristinare l'indipendenza dell'Ucraina. Secondo l'Accademia nazionale delle scienze dell'Ucraina e altre fonti, il leader dell'OUN Bandera tenne diversi incontri con i capi dell'intelligence tedesca, sulla formazione dei battaglioni Nachtigall e Roland. Il 25 febbraio 1941, Wilhelm Canaris, comandante dell'Abwehr, sancì la creazione della "Legione ucraina" sotto il comando tedesco. L'unità avrebbe avuto 800 persone.
Roman Šuchevyč divenne un comandante della Legione dalla parte OUN. L'OUN si aspettava che l'unità sarebbe diventata il nucleo del futuro esercito ucraino. In primavera l'OUN ricevette 2,5 milioni di marchi per le attività sovversive contro l'URSS. Nella primavera del 1941 la Legione fu riorganizzata in 2 unità: una unità divenne nota appunto come Battaglione Nachtigall, l'altra fu il Battaglione Roland. Nel maggio 1941, il comando tedesco decise di dividere la legione ucraina di 700 uomini in due battaglioni: il Nachtigall e il Roland.
L'addestramento per il Nachtigall si è svolto a Neuhammer vicino a Schlessig. Da parte ucraina, il comandante era Šuchevyč e da parte tedesca, Theodor Oberländer (Oberländer sarebbe poi diventato Ministro Federale per gli Sfollati, Rifugiati e Vittime di guerra nella Repubblica Federale di Germania). L'ex-Brandenburger Oberleutnant Dr. Hans-Albrecht Herzner fu posto al comando militare del battaglione.
L'unità Nachtigall fu equipaggiata con le uniformi standard della Wehrmacht. Prima di entrare a Leopoli, aggiunsero sulle spalle dei nastri blu e gialli.

## Guerra con l'Unione Sovietica

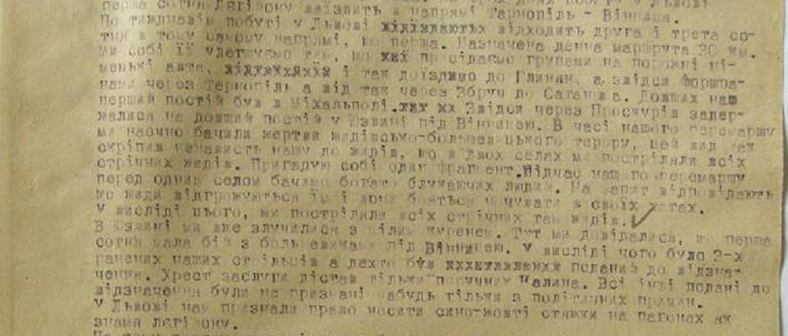
Estratto da un rapporto di un membro del battaglione sulla sparatoria a "tutti gli ebrei incontrati" nella regione di Vinnytsia

Quattro giorni prima dell'attacco all'Unione Sovietica, il battaglione fu spostato sul confine. Nella notte tra il 23 e il 24 giugno 1941, il battaglione attraversò il confine vicino a Przemyśl mentre viaggiava in direzione di Leopoli insieme a una divisione Panzer-Jaeger, alcune unità di carri armati seguirono il percorso Radymno - Leopoli - Ternopil' - Proskuriv - Vinnycja.
Come parte del 1º Battaglione di Brandeburgo, i primi soldati del Battaglione Nachtigall entrarono a Leopoli il 29 giugno. Il battaglione si mise a guardia degli obiettivi strategici, il più importante dei quali era la stazione radio sulla collina di Vysoky Zamok nel centro di Leopoli. Da questa stazione radiofonica fu annunciata la proclamazione dell'Atto di indipendenza ucraina.
I militari del Nachtigall parteciparono e organizzarono la Dichiarazione di indipendenza ucraina proclamata da Jaroslav Stec'ko il 30 giugno. Il cappellano del battaglione Ivan Hrynokh tenne un discorso al termine della riunione per la dichiarazione. L'amministrazione tedesca non sostenne queste attività ma non agì contro gli organizzatori fino a metà settembre 1941.
La prima compagnia del battaglione Nachtigall lasciò Leopoli con i Brandeburgo il 7 luglio in direzione di Zoločiv. Il resto dell'unità si unì più tardi durante la marcia verso est verso Zoločiv, Ternopil' e Vinnycja. L'unità partecipò all'azione contro la linea Stalin dove alcuni dei suoi membri furono premiati dai tedeschi. 
Durante la marcia verso tre villaggi della regione di Vinnycja «tutti gli ebrei che furono incontrati» furono fucilati.
Il rifiuto tedesco di accettare la proclamazione dell'indipendenza dell'Ucraina da parte dell'OUN-B il 30 giugno a Leopoli portò a un cambio di direzione del battaglione Nachtigall. Di conseguenza, il battaglione fu richiamato a Cracovia e disarmato il 15 agosto. Successivamente fu trasformato insieme al battaglione Roland nel 201º Battaglione Schutzmannschaft.

## Valutazione
Lo storico russo V. Čuev afferma che, nonostante lo scioglimento, l'OUN ha raggiunto i suoi obiettivi finali: 600 membri della loro organizzazione avevano ricevuto l'addestramento militare e avevano acquisito l'esperienza in battaglia dando la possibilità a questi uomini di prendere posizione come istruttori e comandanti all'interno della struttura del neonato esercito ribelle ucraino.
(Stepan Bandera)
Durante la sua breve storia, il battaglione Nachtigall contò 39 vittime e 40 soldati feriti.

## Indagini successive

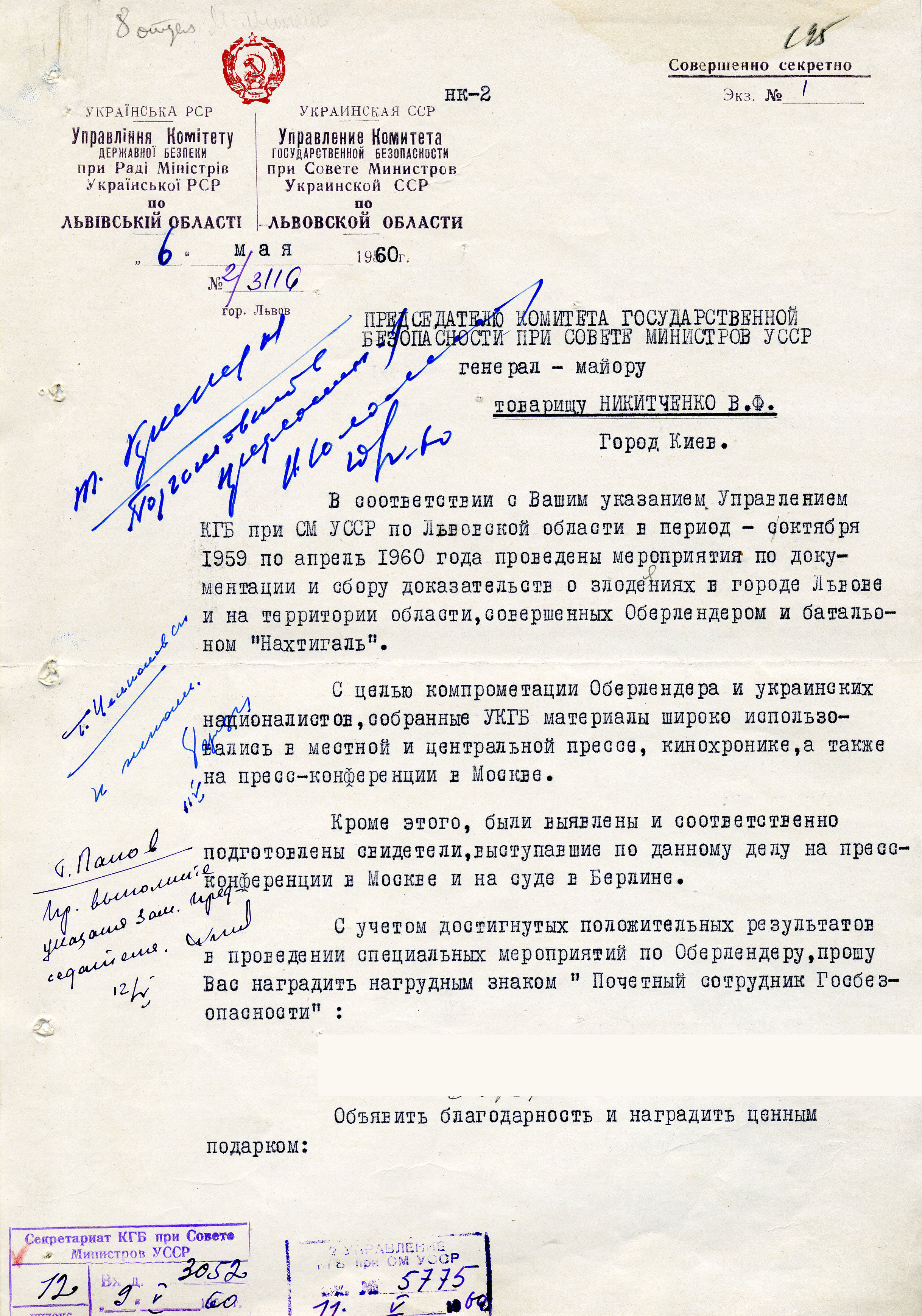
Documento del KGB sull'azione contro Theodor Oberländer e l'ucraino Nachtigall (1959).

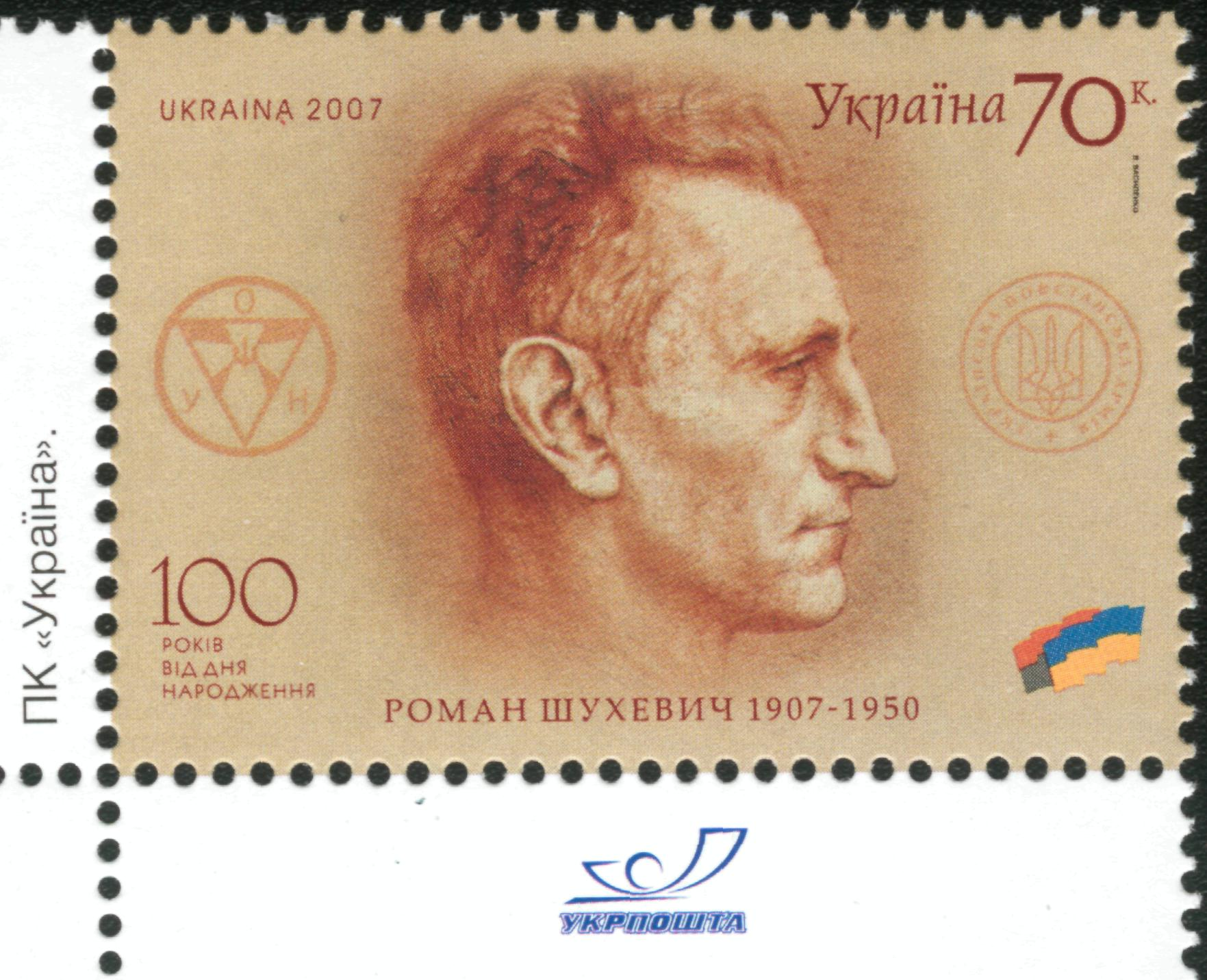
Un francobollo ucraino (2007) in onore del comandante ucraino del battaglione Nachtigall - Roman Šuchevyč nel 100º anniversario della sua nascita

Le accuse collocano il battaglione a Leopoli nel luglio 1941 affermando che l'unità ha partecipato al pogrom che ha avuto luogo nella città. Alcuni membri dell'unità hanno effettivamente partecipato al pogrom, il che fa coinvolgere l'unità nel suo insieme.

### Indagine internazionale
Fu istituita una commissione internazionale all'Aia, nei Paesi Bassi, nel 1959 per svolgere delle indagini indipendenti. I membri furono quattro ex attivisti anti-hitleriani: l'avvocato norvegese Hans Cappelen, l'ex ministro degli Esteri danese e presidente del parlamento danese Ole Bjørn Kraft, il socialista olandese Karel van Staal, il professore di diritto belga Flor Peeters e il giurista e membro del parlamento svizzero Kurt Scoch. 
In seguito all'interrogatorio di alcuni testimoni ucraini tra il novembre 1959 e il marzo 1960, la commissione concluse:"Dopo quattro mesi di indagini e la valutazione di 232 dichiarazioni di testimoni di tutti gli ambienti coinvolti, si può stabilire che le accuse contro il Battaglione Nachtigall e contro l'allora Luogotenente e l'attuale Ministro federale Oberländer non hanno infatti fondamento".
La parte ucraina afferma che nessuna delle accuse è stata provata da alcun documento e che la priorità principale del battaglione era proteggere la stazione radio, i giornali e proclamare l'indipendenza dell'Ucraina.

### Indagine canadese
Il coinvolgimento dei membri del battaglione Nachtigall nei crimini di guerra non è stato effettivamente stabilito. La Commissione canadese sui criminali di guerra in Canada (Commissione Deschênes) che esamina le accuse di criminali di guerra residenti in Canada, non ha nominato nessuno dei membri del Battaglione Nachtigall. Inoltre, ha concluso, che le unità che collaborano con i nazisti non dovrebbero essere incriminate come gruppo e che la semplice appartenenza a tali unità non era sufficiente a giustificare l'azione penale.
Il Centro Simon Wiesenthal sostiene che tra il 30 giugno e il 3 luglio 1941, nei giorni in cui il battaglione era a Leopoli, i soldati del Nachtigall insieme all'esercito tedesco e agli ucraini locali parteciparono alle uccisioni degli ebrei presenti in città. Il pretesto per il pogrom era una voce secondo cui gli ebrei fossero responsabili dell'esecuzione dei prigionieri da parte dei sovietici prima del ritiro sovietico del 1941 da Leopoli. L'Enciclopedia dell'Olocausto afferma che circa 4000 ebrei furono rapiti e uccisi in quel momento, afferma inoltre che l'unità fu rimossa da Leopoli il 7 luglio e inviata sul fronte orientale.
La parte polacca sostiene che i membri del battaglione Nachtigall guidato dai nazisti hanno anche partecipato ai massacri dei professori polacchi avvenuto a Leopoli nel 1941, tra cui l'ex primo ministro polacco Kazimierz Bartel, Tadeusz Boy-Żeleński e altri.
Le attività del Battaglione Nachtigall continuano a rimanere controverse. Uno studio del massacro di Leopoli basato su documenti dell'epoca è stato realizzato da de Zayas nel suo libro The Wehrmacht War Crimes Bureau, 1939-1945